# Cinnyris comorensis
Cinnyris comorensis là một loài chim trong họ Nectariniidae.